# František Rambousek
František Rambousek (1. dubna 1886 Liblice – 14. září 1931 Praha-Střešovice) byl český a československý politik a poslanec Revolučního národního shromáždění za Československou stranu socialistickou.

## Biografie
Absolvoval Filozofickou fakultu Univerzity Karlovy. Působil jako středoškolský profesor a entomolog a stal se asistentem zoologického ústavu. Podílel se na zřízení fytopatologického oddělení Výzkumného ústavu českého průmyslu cukrovarnického. Roku 1916 se stal přednostou tohoto ústavu. Specializoval se na entomologii a absolvoval několik vědeckých výprav do zahraničí. Publikoval četné odborné studie o škůdcích a parazitech (například Škůdcové a ochránci řepy, 1927). Za první světové války se zapojil do protirakouského odboje, byl členem Maffie.
V letech 1918–1920 zasedal v Revolučním národním shromáždění za Československou stranu socialistickou (dříve národní sociálové, pozdější národní socialisté). Byl profesí správceem výzkumné stanice cukerní.
Působil jako správce oddělení pro hygienu řepy ve Výzkumném ústavu československého průmyslu cukrovarnického v Praze-Střešovicích.
Zemřel v září 1931 po dlouhé nemoci.
Byl synem Františka Rambouska staršího (1853-1937), vynálezce a chemika českobrodského cukrovaru. Jeho bratr Bořivoj Rambousek (1890-1921) byl malířem. Další bratr Jaroslav Rambousek (1893-???) byl malířem, houslistou a lesníkem.

## Dílo
Národohospodářský význam hmyzu (1915). Dostupné online